# ميخائيل إيغناتيف (دراج)
ميخائيل إيغناتيف (بالروسية: Игнатьев, Михаил Борисович) مواليد 7 مايو 1985 في سانت بطرسبرغ، هو دراج روسي. شارك في دورة الألعاب الأولمبية الصيفية وفاز بميدالية أولمبية.

## الميداليات
| الميدالية | المسابقة                               |
| --------- | -------------------------------------- |
| ذهبية     | سباق الدرجات الهوائية في أولمبياد 2004 |
| برونزية   | الألعاب الأولمبية الصيفية 2008         |

## روابط خارجية
- ميخائيل إيغناتيف على موقع أرشيف الدراجات (الإنجليزية)
- ميخائيل إيغناتيف على موقع إحصائيات الدراجات الإحترافية (الإنجليزية)
- ميخائيل إيغناتيف على موقع نسبة الدراجات (الإنجليزية)
- ميخائيل إيغناتيف على موقع CycleBase (الإنجليزية)
- ميخائيل إيغناتيف على موقع أوليمبيديا (الإنجليزية)
- Team profile